# Saison 2025 de l'équipe cycliste masculine Visma-Lease a Bike
La saison 2025 de l'équipe cycliste Visma-Lease a Bike est la trentième de cette équipe.

## Coureurs et encadrement technique

### Effectif
| Coureur            | Date de Nais.     | Nationalité     | Équipe en 2024                      | Vict. | Cont.                     | Maillot dist.      |
| ------------------ | ----------------- | --------------- | ----------------------------------- | ----- | ------------------------- | ------------------ |
| Edoardo Affini     | 24 juin 1996      | Italie          | Team Visma-Lease a Bike             | 0     | 01/2021 - 12/2026         | - Contre-la-montre |
| Niklas Behrens     | 6 novembre 2003   | Allemagne       | Lidl-Trek Future Racing             | 0     | 01/2025 - 12/2027         | - Route U23        |
| Tiesj Benoot       | 11 mars 1994      | Belgique        | Team Visma-Lease a Bike             | 0     | 01/2022 - 12/2025         |                    |
| Matthew Brennan    | 6 août 2005       | Grande-Bretagne | Team Visma-Lease a Bike Development | 8     | 01/2025 - 12/2027         |                    |
| Victor Campenaerts | 28 octobre 1991   | Belgique        | Lotto Dstny                         | 0     | 01/2025 - 12/2027         |                    |
| Thomas Gloag       | 13 septembre 2001 | Grande-Bretagne | Team Visma-Lease a Bike             | 0     | 01/2023 - 12/2025         |                    |
| Tijmen Graat       | 10 janvier 2003   | Pays-Bas        | Team Visma-Lease a Bike Development | 0     | 01/2025 - 12/2027         |                    |
| Per Strand Hagenes | 10 juillet 2003   | Norvège         | Team Visma-Lease a Bike             | 0     | 01/2024 - 12/2027         |                    |
| Menno Huising      | 8 avril 2004      | Pays-Bas        | Team Visma-Lease a Bike Development | 0     | 01/2025 - 12/2027         |                    |
| Matteo Jorgenson   | 1er juillet 1999  | États-Unis      | Team Visma-Lease a Bike             | 1     | 01/2024 - 12/2026         |                    |
| Wilco Kelderman    | 25 mars 1991      | Pays-Bas        | Team Visma-Lease a Bike             | 0     | 01/2023 - 12/2025         |                    |
| Olav Kooij         | 17 octobre 2001   | Pays-Bas        | Team Visma-Lease a Bike             | 6     | 02/2021 - 12/2025         |                    |
| Steven Kruijswijk  | 7 juin 1987       | Pays-Bas        | Team Visma-Lease a Bike             | 0     | 01/2010 - 12/2025         |                    |
| Sepp Kuss          | 13 septembre 1994 | États-Unis      | Team Visma-Lease a Bike             | 0     | 01/2018 - 12/2027         |                    |
| Christophe Laporte | 11 décembre 1992  | France          | Team Visma-Lease a Bike             | 0     | 01/2022 - 12/2026         |                    |
| Bart Lemmen        | 14 octobre 1995   | Pays-Bas        | Team Visma-Lease a Bike             | 0     | 01/2024 - 12/2027         |                    |
| Daniel McLay       | 3 janvier 1992    | Grande-Bretagne | Arkéa-B&B Hotels                    | 0     | 01/2025 - 12/2025         |                    |
| Jørgen Nordhagen   | 10 janvier 2005   | Norvège         | Team Visma-Lease a Bike Development | 0     | 01/2025 - 12/2027         |                    |
| Ben Tulett         | 26 août 2001      | Grande-Bretagne | Team Visma-Lease a Bike             | 2     | 01/2024 - 12/2027         |                    |
| Cian Uijtdebroeks  | 28 février 2003   | Belgique        | Team Visma-Lease a Bike             | 2     | 01/2024 - 12/2027         |                    |
| Attila Valter      | 12 juin 1998      | Hongrie         | Team Visma-Lease a Bike             | 0     | 01/2023 - 12/2025         | - Route            |
| Wout van Aert      | 15 septembre 1994 | Belgique        | Team Visma-Lease a Bike             | 2     | 03/2019 - Fin de carrière |                    |
| Dylan van Baarle   | 21 mai 1992       | Pays-Bas        | Team Visma-Lease a Bike             | 0     | 01/2023 - 12/2025         |                    |
| Loe van Belle      | 24 janvier 2002   | Pays-Bas        | Team Visma-Lease a Bike             | 0     | 01/2024 - 12/2026         |                    |
| Tosh Van der Sande | 28 novembre 1990  | Belgique        | Team Visma-Lease a Bike             | 0     | 01/2022 - 12/2025         |                    |
| Julien Vermote     | 26 juillet 1989   | Belgique        | Team Visma-Lease a Bike             | 0     | 01/2024 - 12/2025         |                    |
| Jonas Vingegaard   | 10 décembre 1996  | Danemark        | Team Visma-Lease a Bike             | 2     | 01/2019 - 12/2028         |                    |
| Simon Yates        | 7 août 1992       | Grande-Bretagne | Team Jayco AlUla                    | 2     | 01/2025 - 12/2026         |                    |
| Axel Zingle        | 18 décembre 1998  | France          | Cofidis                             | 1     | 01/2025 - 12/2027         |                    |